# Black Country, New Road
Black Country, New Road (souvent abrégé BC,NR ou BCNR) est un groupe britannique de rock, originaire de Londres, en Angleterre. Il est formé en 2018 par d'anciens membres du groupe Nervous Conditions.

## Histoire
Formé à l'époque par Isaac Wood, Tyler Hyde, Lewis Evans, Georgia Ellery, May Kershaw, Charlie Wayne, Connor Browne et Jonny Pyke, Nervous Conditions se maintient actif de 2015 à 2018. Le groupe se sépare à la suite d'accusations d'agression sexuelle contre son frontman, Connor Browne. Ses anciens membres forment Black Country, New Road à Cambridge, à l'été 2018. Le groupe fait ses armes au Windmill, une salle de concert du quartier de Brixton à Londres. À Londres, le groupe fait connaissance du producteur Dan Carey (en), avec qui il enregistre son premier single Athen's, France.
Enregistré en mars 2020 et annoncé en octobre de cette année, leur premier album For the First Time sort le 5 février 2021 sur Ninja Tune,.
Le 31 janvier 2022, leur chanteur et guitariste Isaac Wood annonce avoir quitté le groupe. Leur tournée américaine est annulée, mais le groupe annonce rester actif sous le même nom. Une semaine plus tard, le groupe publie son deuxième album, Ants From Up There.
Les 15 et 16 décembre 2022, le groupe enregistre et filme son premier album live dans une salle de Londres, le Bush Hall. Le concert filmé est publié le 20 février 2023, tandis qu'un album sort le 24 mars 2023.
Le groupe sort son troisième album, Forever Howlong, le 4 avril 2025. Il s'agit du premier album enregistré en studio depuis le départ d'Isaac Wood.

## Membres

### Membres actuels
- Lewis Evans – saxophone, flute traversière, chant
- Georgia Ellery – violon, mandoline, chant
- Tyler Hyde – guitare basse, chant
- May Kershaw – claviers, chant
- Charlie Wayne – batterie, banjo
- Luke Mark – guitare

### Anciens membres
- Isaac Wood – chant, guitare (jusqu'en 2022)

## Discographie

### Albums studio
- 2021 : For the First Time (Ninja Tune)
- 2022 : Ants from Up There (Ninja Tune)
- 2025 : Forever Howlong (Ninja Tune)

### Compilations et albums live
- 2023 : Live at Bush Hall (Ninja Tune)

### Singles
- 2019 : Athens, France
- 2019 : Sunglasses
- 2021 : Track X (The Guest)
- 2021 : Chaos Space Marine
- 2021 : Bread Song
- 2025 : Besties
- 2025 : Happy Birthday
- 2025 : For The Cold Country